# Europees Octrooiverdrag

Verdragsluitende staten (donkergroen) en staten met een extensie- of validatieovereenkomst (lichtgroen)

Het Europees Octrooiverdrag (EOV, in het Engels EPC: European Patent Convention) van 5 oktober 1973 is een verdrag dat de basis was voor het opzetten van het Europees Octrooibureau en het systeem waarop Europese octrooien worden uitgereikt.
Er zijn momenteel geen octrooien die in de hele Europese Unie gelden. Sinds de jaren zeventig is er discussie geweest over de creatie van een Gemeenschapsoctrooi in de EU. In 2012 zijn de hiervoor benodigde verordeningen aangenomen.
Het verdrag behandelt in grote lijnen twee zaken:
1. Het hoe en wat van het Europees Octrooi
2. De Europese Octrooi-organisatie

## Het Europees Octrooi
Het Europees Octrooi is een octrooi uitgereikt door het Europees Octrooibureau. Het verdrag legt de regels vast omtrent het uitgeven van dergelijk octrooien.

### Wat is een octrooi?
Een octrooi is een alleenrecht op het exploiteren, het uitbaten, van een uitvinding binnen een land. Het is echter zuiverder om te stellen dat iemand die in een land een octrooi bezit op een bepaalde uitvinding ieder ander mag verbieden om die uitvinding in dat land in te voeren, toe te passen of te verkopen. Een octrooihouder heeft niet automatisch op basis van het verleende octrooi het recht om de uitvinding toe te passen. In veel gevallen zijn daarvoor nadere vergunningen nodig, bijvoorbeeld op grond van de warenwet of op grond van de milieuwetgeving.
Octrooien zijn uitgevonden als oplossing voor een maatschappelijk dilemma. Aan de ene kant is de wetenschap en technologie ermee gediend wanneer iedereen weet hoe bestaande technologie werkt. Dan kan iedereen erop voortbouwen en de techniek schrijdt voort. Aan de andere kant zal een uitvinder zijn uitvinding geheim willen houden om een voorsprong ten opzichte van zijn concurrenten te behouden en aldus zijn investering in de uitvinding te gelde te kunnen maken. Als compromis is er het octrooi. Een uitvinder krijgt voor een beperkte tijd (in vrijwel alle landen twintig jaar, te rekenen van de indieningsdatum van de octrooiaanvrage) een monopolie op het uitbaten van zijn uitvinding. Daarna kan iedereen er vrijelijk gebruik van maken of erop voort bouwen.
Een octrooi geldt, zoals gezegd, voor een land. Om in meerdere landen octrooi te verkrijgen, moet een uitvinder in ieder land octrooi aanvragen. In de taal van ieder land afzonderlijk, normaal gesproken. En tijdens de duur van het octrooi moet de octrooihouder normaal ook leges betalen aan het administratieve bureau om het octrooi in stand te houden. Octrooi houden in veel landen kan dus behoorlijk prijzig zijn. Om die reden is het EOV bedacht met zijn bureau en Europees Octrooi. Middels het Europees Octrooi Bureau kan een uitvinder in één procedure voor vele Europese landen een octrooi bemachtigen. Hij moet na verlening van het Europese octrooi echter wel per land middels bepaalde formaliteiten zijn recht geldend maken.

### Voorwaarden aan het Europees Octrooi
Niet alles is octrooieerbaar. Niet op alles kan men octrooi verkrijgen. De basiseisen voor het onderwerp van een octrooi zijn als volgt:
- Het moet een uitvinding zijn.
- De uitvinding moet nieuw zijn.
- De uitvinding moet inventief zijn.
- De uitvinding moet industrieel toepasbaar zijn.

#### Een uitvinding
Octrooien worden alleen verleend op uitvindingen, die aan een aantal kenmerken voldoen. Deze eerste eis dient ter onderscheid met andere vormen van intellectueel eigendom. Met name wordt met de eerste bepaling onderscheid gemaakt tussen octrooi en auteursrecht (maar ook merkenrecht en dergelijke).
De vraag is wanneer een uitvinding octrooieerbaar is. Er is geen duidelijke definitie, al vinden de meeste deskundigen in Europa dat een uitvinding een stuk techniek moet betreffen. Een puur abstract iets, zoals een foto of een stuk tekst, is geen techniek en kan dus niet met een octrooi beschermd worden.
Het EOV bevat een negatieve definitie: een aantal zaken wordt expliciet genoemd als geen octrooieerbare uitvinding. Zo zijn wiskundige methodes en ontdekkingen (bijvoorbeeld op natuurkundig vlak) uitgesloten. Een ontdekking is op zich nog geen uitvinding, maar kan wel de basis vormen van een uitvinding. De ontdekking dat een bepaald materiaal stroom geleidt, kan worden gebruikt om een nieuw elektriciteitsdraad uit te vinden.
Ook sluit het EOV puur geestelijke activiteiten, werkwijzen voor het zakendoen (business methods) en computerprogramma's uit van octrooi. Volgens het EOV zijn deze uitsluitingen echter beperkt tot de genoemde zaken als zodanig. Een uitvinding die meer is dan een computerprogramma als zodanig mag wel worden geoctrooieerd. Hoe dit precies moet worden uitgelegd, was de afgelopen jaren onderwerp van een heftige discussie rondom softwarepatenten.
Daarnaast zijn bepaalde categorieën uitvindingen uitgesloten van octrooiering. Mensen, planten en diersoorten kunnen niet worden geoctrooieerd. Microbiologische processen en producten daarentegen weer wel, dus gentechnologie is wel octrooieerbaar en medicijnen ook. En ook uitvindingen die een gevaar opleveren voor de openbare orde of veiligheid of onzedelijk zijn, zijn niet octrooieerbaar. Op een nieuwe bombrief of een martelwerktuig zal dus geen octrooi verleend worden.

#### Nieuw
De tweede eis is dat een uitvinding nieuw moet zijn. Een octrooi mag niet worden verleend op iets dat al bestond. Dat klinkt logisch, maar het is meestal de grootste angel bij het octrooi.
Een uitvinding is nieuw als hij nog niet publiek gemaakt is. De manier waarop dat gebeurt, is niet relevant. Een publicatie in een wetenschappelijk tijdschrift telt net zo zeer als een artikel in het dorpskrantje. En ook mondelinge publicaties (voordrachten, lezingen, discussies in het openbaar) tellen.
Nieuwheid is een enorme horde binnen het octrooiwezen, omdat het een overzicht vergt van de hele wereldliteratuur.
De verschillende octrooibureaus beschikken over enorm uitgebreide bibliotheken van alles en nog wat en indices erbij om onderwerpen op te kunnen zoeken.
En nog worden octrooien na verlening regelmatig aangevochten bij de rechter omdat ze niet nieuw zijn.
Redelijk vaak wordt zo'n aanvechting gewonnen, want de "stand van de techniek" (de verzameling van alles dat bekend is in de wereld) is enorm en niemand heeft het overzicht. Daarbij moet wel worden opgemerkt dat er natuurlijk alleen rechtszaken over de geldigheid van een octrooi worden aangespannen als het niet evident is of het octrooi geldig is of niet.
Overigens zijn er wel twee uitzonderingen voor openbaarmakingen die geschieden kort voor de aanvrage ingediend wordt. Wanneer een uitvinding zonder toestemming wordt gepubliceerd en met het doel de octrooiaanvraag te saboteren, of wanneer er sprake is van expositie bij een Wereldtentoonstelling (dus niet een gewone vakbeurs), telt de publicatie niet.

#### Uitvinderswerkzaamheid
De derde eis bij een octrooi is uitvinderswerkzaamheid of inventiviteit. Dit noemt men ook wel "uitvindingshoogte", alhoewel dat eigenlijk een Germanisme is. Een octrooi mag geen triviale variatie van een reeds bekend apparaat, product of werkwijze zijn, maar moet 'verrassend' zijn. Maar hoe moet dit worden ingeschat?
Als je een paperclip hebt, kun je een paar papieren bij elkaar houden. Las twee paperclips aan elkaar en je kunt twee stapeltjes papier bij elkaar houden. Maar is zo'n dubbele paperclip nou echt een uitvinding of niet? Is het een innovatie, of ligt het gewoon voor de hand om twee paperclips tot een te verwerken?
Uitvindingshoogte wordt bepaald door een expert in het vakgebied van het verlenende octrooibureau. Het is zijn taak om de stand van de techniek te bekijken en de nieuwe octrooiaanvrage en dan eerlijk af te wegen of de nieuwe aanvrage echt inventief is of dat hij zo erg voor de hand ligt dat het echt niet kan.

#### Industriële toepasbaarheid
De vierde en laatste eis is dat een uitvinding industrieel toepasbaar moet zijn. Dit betekent min of meer dat een uitvinding waarop octrooi aangevraagd wordt, gebouwd moet kunnen worden, toegepast moet kunnen worden en moet werken.
"Industrieel toepasbaar" wil niet zeggen dat alleen high-tech of alleen machines geoctrooieerd kunnen worden. Maar de uitvinding moet wel geschikt zijn om gemaakt te worden in de industrie.
H.G. Wells schreef ooit een verhaal over een vliegmachine die werkte met een metaal dat de zwaartekracht ophief. Daarop is geen octrooi mogelijk, want een dergelijk metaal bestaat niet en dus kan de uitvinder niet uitleggen hoe de uitvinding gebouwd kan worden. Een perpetuum mobile is in strijd met de natuurwetten en kan daarom ook niet worden geoctrooieerd (al blijven uitvinders het regelmatig proberen).
En het laatste punt zal ook duidelijk zijn: een uitvinding die gewoon niet werkt, is niet octrooieerbaar.

### Wie mag en wat krijg je?
Iedereen mag een Europees octrooi aanvragen – een natuurlijk persoon of een rechtspersoon. Hoofdregel is dat het octrooi toekomt aan de uitvinder, of aan alle uitvinders gezamenlijk als het een groep is. Octrooien op uitvindingen gedaan door een persoon in dienst van een ander, komen toe aan de werkgever. Wie het octrooi ook bezit, de echte uitvinder moet op het octrooi genoemd worden ("ere wie ere toekomt").
Een bijzondere situatie doet zich voor in het geval van "botsing": als twee personen of instanties tegelijkertijd hetzelfde uitvinden. In dat geval geldt de regel "wie het eerst komt, die het eerst maalt". Dat wil zeggen: de eerste persoon die octrooi aanvraagt en waarvan de octrooiaanvrage gepubliceerd wordt, krijgt het octrooi. Degene die als eerste de uitvinding doet, heeft dus niet noodzakelijk het octrooi – het octrooi gaat naar de eerste die erom vraagt (uiteraard wel naar een echte uitvinder; je kunt niet iemands octrooi stelen door hard naar het octrooibureau te rennen en zijn uitvinding te claimen).
Een Europees octrooi wordt aangevraagd voor een aantal van de landen die het EOV ondertekend hebben. Als het octrooi toegewezen wordt, krijgt de octrooihouder een octrooi dat in die landen dezelfde status heeft als een nationaal octrooi van die landen. Het is dus niet een octrooi dat geldt voor de hele Europese Unie (alleen de landen waar de uitvinder om gevraagd heeft en meer landen kosten meer) en ook niet een speciaal soort octrooi (in Nederland is een Europees octrooi een "gewoon" Nederlands octrooi, in Duitsland een "gewoon" Duits octrooi).

### Procedure
Om een Europees Octrooi te bemachtigen, moet een verzoek ingediend worden bij het Europees Octrooibureau in München of bij een branche van het bureau (zoals dat in Rijswijk). Een dergelijk verzoek heet een octrooiaanvrage en moet bestaan uit een aantal zaken:
- Een officieel verzoek tot toekenning van een Europees Octrooi (dat is een formulier)
- Een beschrijving van de uitvinding, met daarbij:
  - ten minste één claim (een bewering over wat de uitvinding doet)
  - alle tekeningen waarnaar in de beschrijving verwezen wordt
  - een samenvatting van het geheel
- De naam van de uitvinder(s)
- De naam van de potentiële octrooihouder(s)
- Een lijst van landen waar het octrooi moet gaan gelden
- De leges voor een aanvraag en voor het onderzoek

De leges zijn het middel waardoor het systeem in stand blijft. De aanvrager betaalt voor het uitvoeren van een aanvraag en het laten doen van onderzoek door het Europees Octrooibureau. Een octrooihouder betaalt ook jaarlijkse leges voor het in stand houden van zijn octrooi (maximaal 20 jaar lang). Het idee is dat een octrooihouder dat kan betalen, omdat hij in die tijd genoeg aan zijn uitvinding zal verdienen om uit de kosten te komen.
Bij het indienen van de aanvrage worden meteen de administratieve zaken gecontroleerd: zijn alle benodigdheden aanwezig, zijn alle vertalingen aanwezig, zijn de leges voldaan? Als dat in orde is, wordt een aanvraagdatum toegekend (en dat is van belang met betrekking tot eventuele voorrang bij conflict).

## Octrooi op groenten en fruit
In Europa is het onder het Europees Octrooiverdrag verboden om essentieel biologische processen in de klassieke veredeling te octrooieren. In maart 2015 oordeelde de Hoge Kamer van Beroep van het Europees Octrooibureau dat dit niet van toepassing is op producten die hieruit voortkomen, waardoor zaden, planten en vruchten wel geoctrooieerd kunnen worden.